# Quatuors à cordes (Berwald)
Franz Berwald a composé quatre quatuors à cordes, dont celui en si bémol majeur écrit en 1818 est perdu.

## Quatuor nº 1 en sol mineur
1. Allegro moderato en sol mineur à 2/2
2. Poco adagio en si bémol majeur à 2/2
3. Scherzo en sol mineur avec trio en sol majeur
4. Allegretto en sol majeur

- Durée d'exécution: trente deux minutes.

## Quatuor nº 2 en la mineur
1. Adagio à 4/4  - Allegro à 4/4
2. Adagio en si bémol majeur à  4/4
3. Scherzo: allegro assaï en fa majeur à 6/8
4. Allegro molto à 2/2

- Durée d'exécution:vingt deux minutes

## Quatuor nº 3 en mi bémol majeur
1. Allegro con brio à 4/4
2. Allegro di molto à 3/4
3. Adagio quasi andante en mi bémol à 4/4
4. Scherzo:Allegro assaï en ut mineur
5. Adagio - Allegro di molto

- Durée d'exécution: vingt minutes

## Source
- François-René Tranchefort, guide de la musique de chambre, éd.Fayard P.122  (ISBN 2-213-02403-0)